# Hypoxylon en forme de fraise
Hypoxylon fragiforme
Espèce
Hypoxylon fragiforme, l'Hypoxylon en forme de fraise,  est une espèce de champignons (Fungi) ascomycètes de la famille des Hypoxylaceae et du genre Hypoxylon. Il s'agit d'un champignon saprotrophe agent de la pourriture fibreuse, c'est-à-dire spécialisé dans la consommation de la lignine du bois mort, spécifiquement de l'espèce Fagus sylvatica, beaucoup plus rarement sur d'autres feuillus. Ce champignon forme des stromas globuleux rouge brique d'1 centimètre de diamètre et particulièrement grégaires. Il est visible toute l'année, dispersé et commun sur l'ensemble de l'écozone holarctique, dont les pays francophones,.

## Description

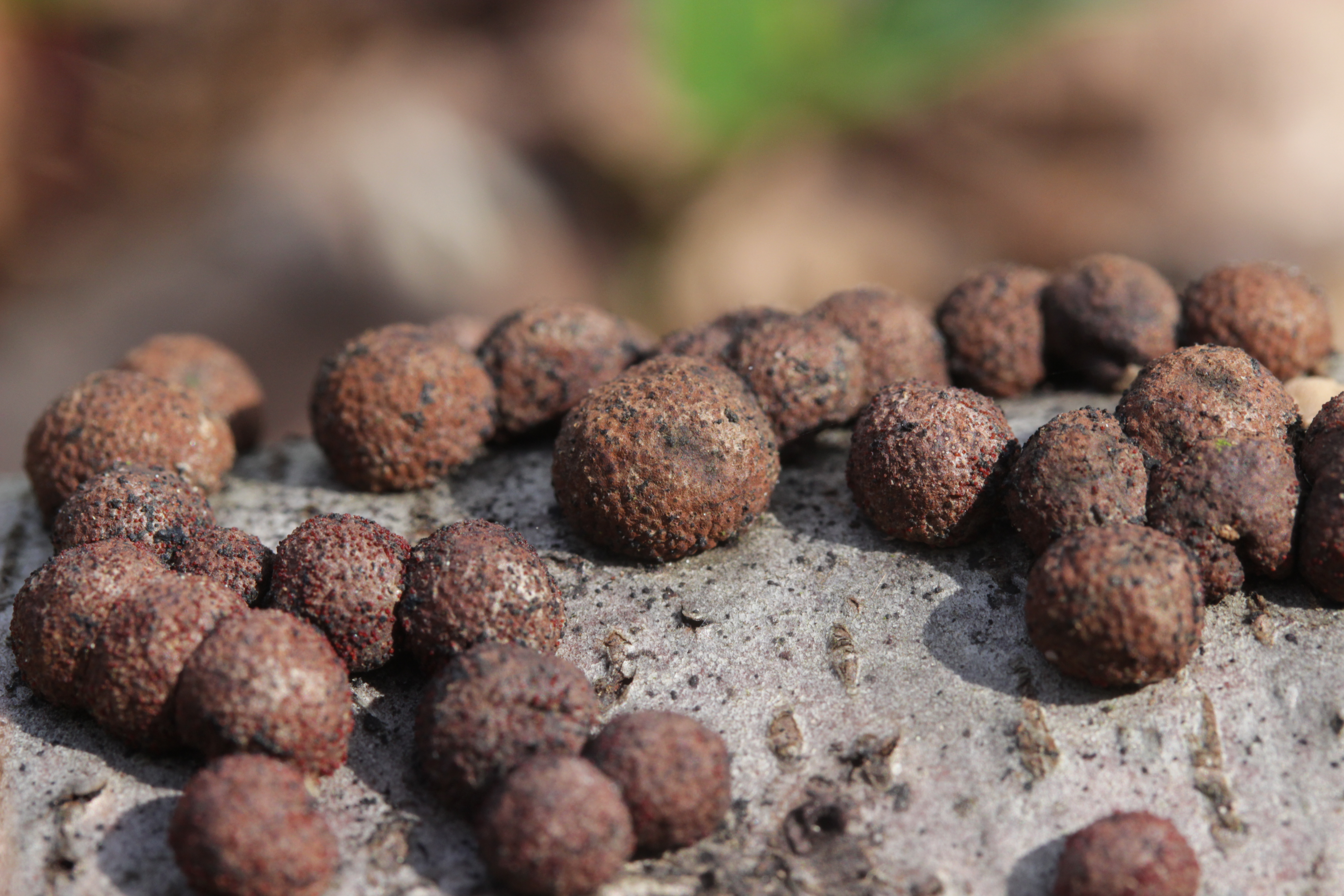
Hypoxylon fragiforme, l'Hypoxylon en forme de fraise

L'Hypoxylon en forme de fraise produit des stromas hémisphériques globuleux de 10 mm de diamètre fortement grégaires et composés de nombreux périthèces croissant en surface. Ils sont colorés de rouge brique, tachetés et rugueux en raison de la proéminence des ostioles nettement proéminents. Les périthèces, dont le diamètre mesure 0,5 mm, sont  globuleux-pyriformes, papillaires, lisses et noirs. La consistance des stromas est ligneuse puis charbonneuse chez les vieux spécimens,.
Les spores, lisses et brun foncé, légèrement fusiformes, plus ou moins courbées et aplaties sur le côté, mesurent de 11 à 13,5 μm de longueur et de 5 à 6,5 μm de largeur et présentent une fente de germination longitudinale.
En Europe, Hypoxylon fragiforme peut se confondre avec Annulohypoxylon multiforme dont les stromas sont plus épais et se rejoignent et avec Hypoxylon fuscum aux stromas blanchâtres bosselés, aux ostioles moins visibles et aux spores mesurant de 11,5 à 13 μm pour 5 μm. Quant à Hypoxylon rutilum, ses stromas sont rouge foncé, ses ostioles proéminents et ses spores plus petites : 6 à 8 μm pour 4 μm,.

Hypoxylon fragiforme, l'Hypoxylon en forme de fraise
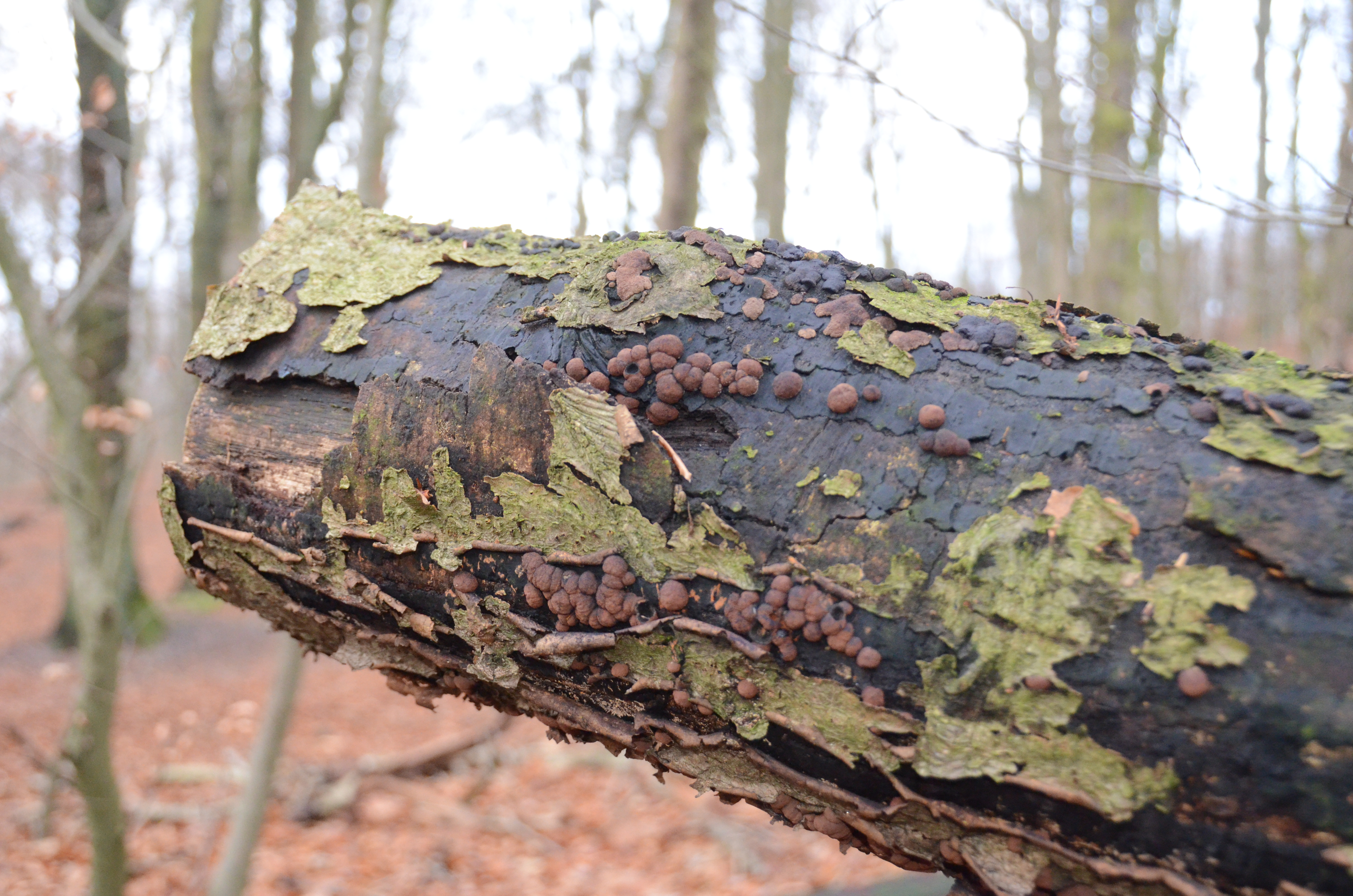
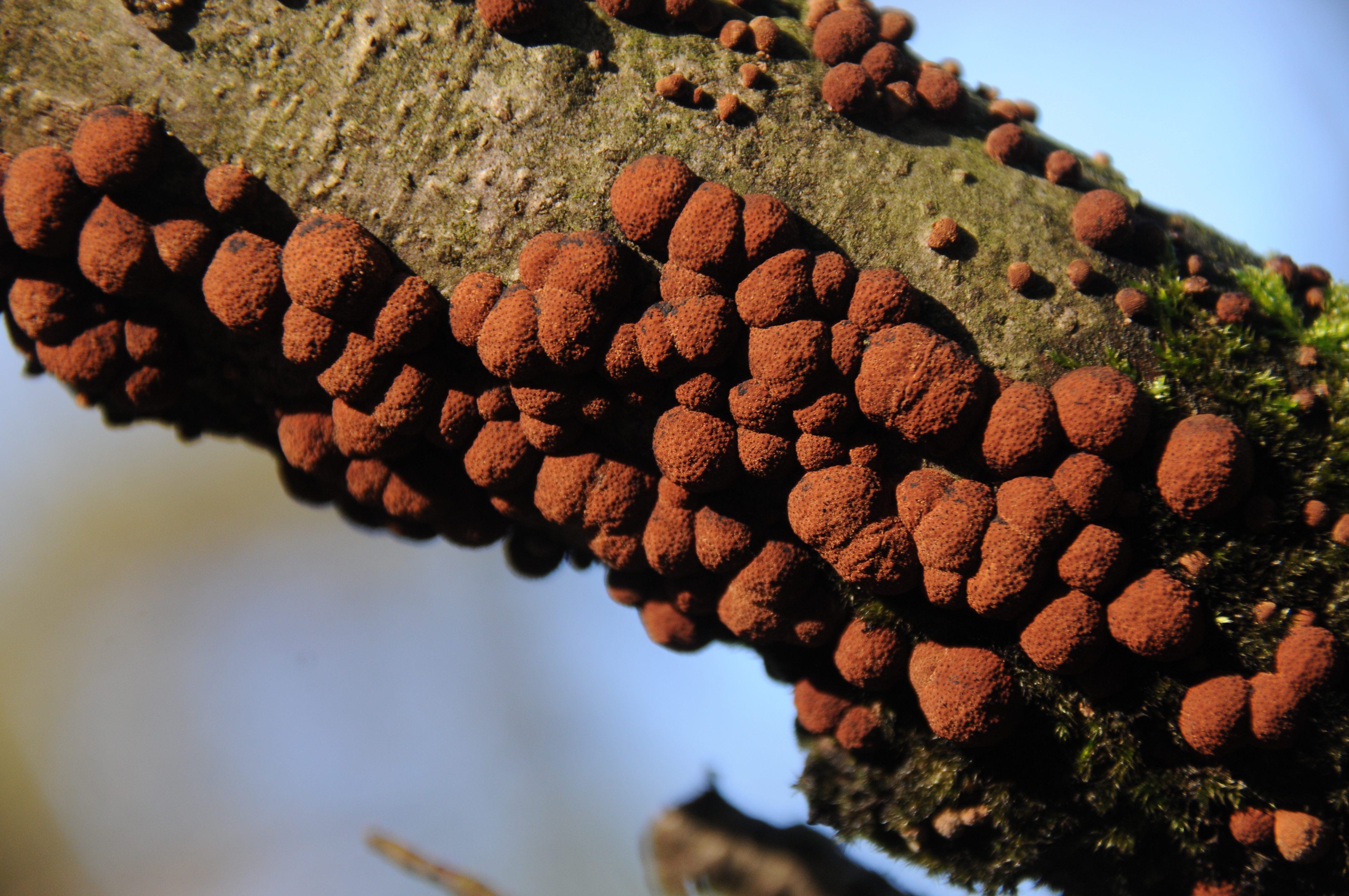
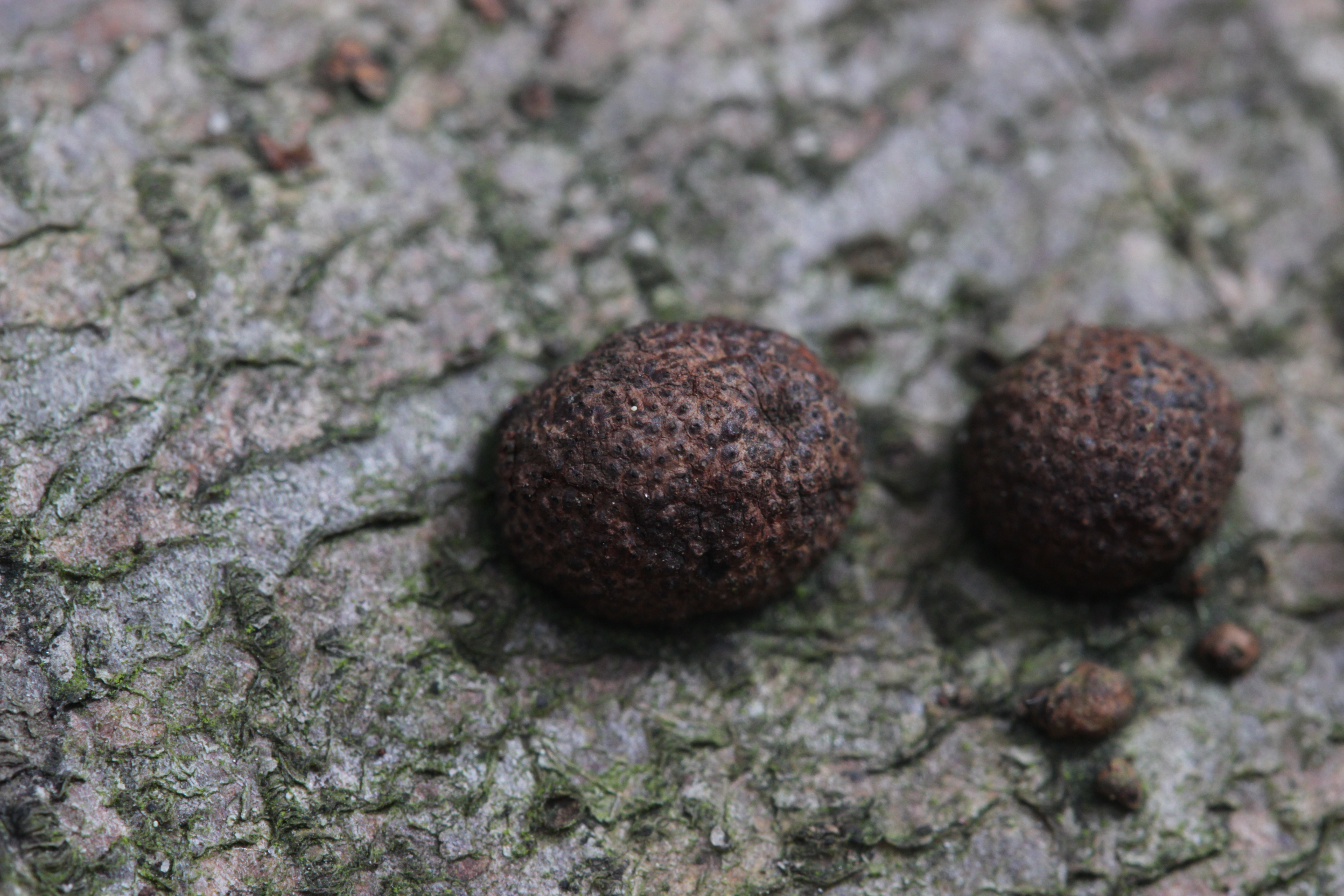
Stromas.
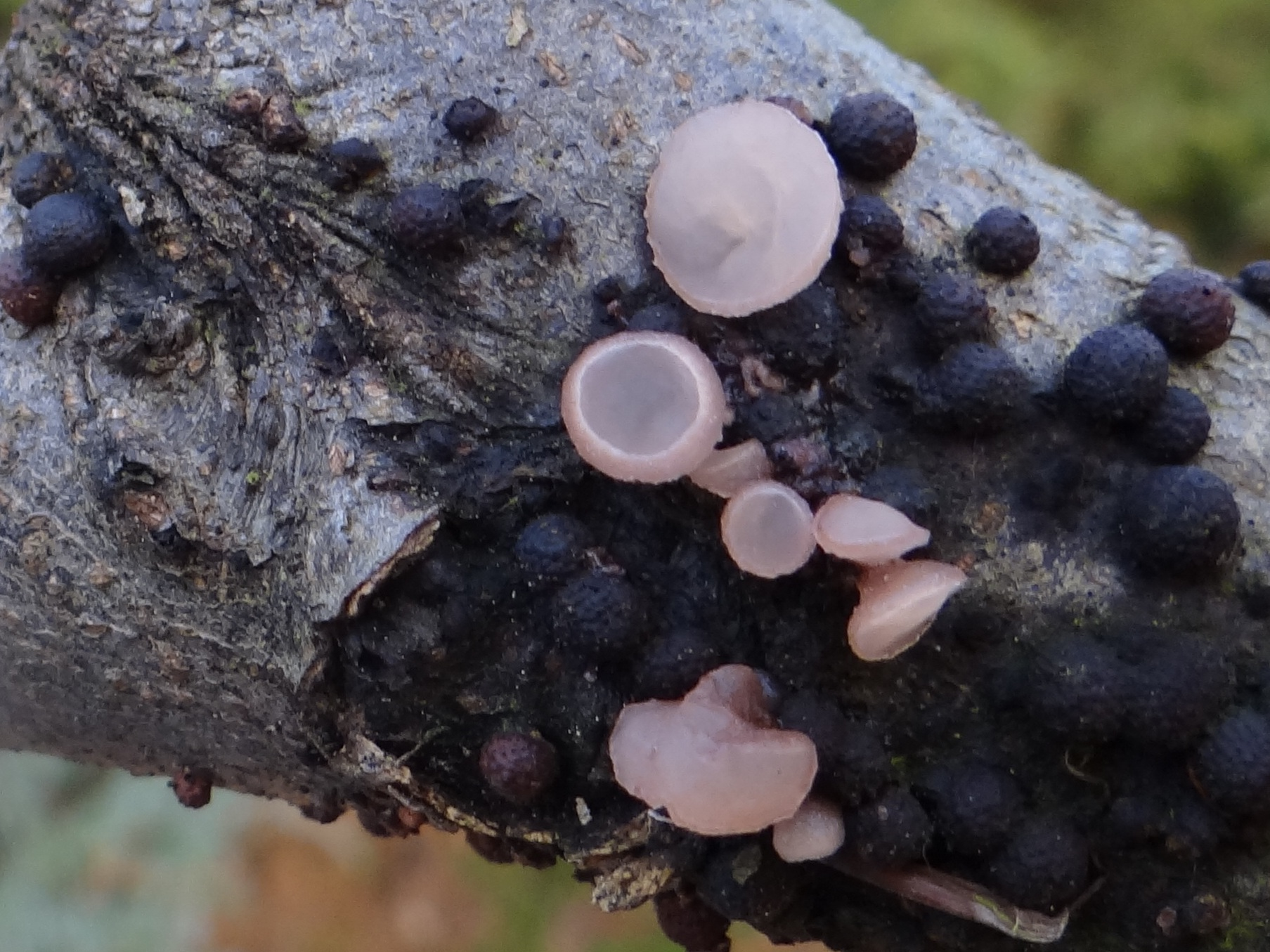
En compagnie de Neobulgaria pura.

## Taxonomie
Le nom correct complet (avec auteur) de ce taxon est Hypoxylon fragiforme (Pers.) J. Kickx f., 1835.
L'espèce a été initialement classée dans le genre Sphaeria sous le basionyme Sphaeria fragiformis Pers., 1794.

### Synonymie
Hypoxylon fragiforme a pour synonymes selon MycoBank :
- Hypoxylon coccineum Bull., 1791
- Hypoxylon cupreum Fr., 1849
- Hypoxylon majusculum Cooke, 1879
- Lycoperdon variolosum L., 1763
- Nodulisporium ocheraceum Preuss (1849), 1849
- Nodulisporium ochraceum Preuss, 1849
- Peripherostoma fragiforme (Pers.) Gray, 1821
- Sphaeria argillacea Fr., 1823
- Sphaeria argillacea Pers., 1794
- Sphaeria bicolor DC. & Lam., 1805
- Sphaeria enteromela Schwein., 1825
- Sphaeria fragiformis Pers., 1794
- Sphaeria lateritia DC., 1815
- Sphaeria radians Tode, 1791
- Sphaeria radiata Schumach., 1803
- Sphaeria rubra Willd., 1787
- Sphaeria tuberculosa Sowerby, 1803
- Stromatosphaeria fragiformis (Pers.) Grev., 1825
- Valsa fragiformis Scop., 1772

Hypoxylon fragiforme a pour synonymes selon GBIF :
- Botrytis ochracea (Preuss) Sacc.
- Discosphaera radians (Tode) Dumort.
- Epixylon coccineum (Bull.) Füisting
- Hypoxylon argillaceum (Fr.) J.Kickx f.
- Hypoxylon argillaceum var. abyssinicum Pass.
- Hypoxylon coccineum Bull.
- Hypoxylon coccineum var. fragiforme (Pers.) Quél.
- Hypoxylon cupreum Fr.
- Hypoxylon enteromelum (Schwein.) Berk.
- Hypoxylon majusculum Cooke
- Hypoxylon variolosum (L.) J.Kickx f.
- Hypoxylon variolosum (L.) Keissl.
- Hypoxylon variolosum Linnaeus, 1768
- Lycoperdon variolosum Huds.
- Nodulisporium ochraceum Preuss
- Peripherostoma fragiforme (Pers.) Gray
- Sphaeria argillacea Fr.
- Sphaeria bicolor DC. & Lam.
- Sphaeria enteromela Schwein.

### Liste des variétés
Selon MycoBank (12 février 2024) :
- Hypoxylon fragiforme var. fragiforme
- Hypoxylon fragiforme var. major Berk.

## Publication originale
- Kickx, J. Jr., Flore cryptogamique des environs de Louvain, ou déscription des plantes cryptogames et agames qui croissent dans le Brabant et dans une partie de la province d'Anvers, 1835, p. 1-263